# أندريتاني أردهياسا
اندريتاني ارديهياسا (بالإندونيسية: Andritany Ardhiyasa) (26 ديسمبر 1991 بجاكرتا في إندونيسيا - ) هو لاعب كرة قدم إندونيسي في مركز حراسة المرمى، شارك في دورة الألعاب الآسيوية 2014. وشارك مع منتخب إندونيسيا تحت 17 سنة لكرة القدم ومنتخب إندونيسيا تحت 23 سنة لكرة القدم ومنتخب إندونيسيا لكرة القدم. أما مع النوادي، فقد لعب مع برسيجا جاكارتا ونادي سريويجايا وPesik Kuningan ‏.

## روابط خارجية
- اندريتاني ارديهياسا على موقع قاعدة بيانات كرة القدم.إي يو (الإنجليزية)
- اندريتاني ارديهياسا على موقع ناشيونال فوتبول تيمز (الإنجليزية)
- اندريتاني ارديهياسا على موقع Soccerway.com (الإنجليزية)